# OSA-Liberty
OSA-Liberty is een Frans historisch merk van vrachtauto's en motorfietsen.
De bedrijfsnaam was: Ets. Omer Samyn S.r.L, Argenteuil.
OSA-Liberty ontstond in 1918. In oktober van dat jaar werden duizenden Amerikaanse Liberty vrachtauto's naar Frankrijk verscheept. Ook na de wapenstilstand van 11 november 1918 arriveerden deze auto's in Frankrijk. Omer Samyn nam de opdracht aan om deze vrachtwagens, die veelal niet in de Eerste Wereldoorlog waren ingezet, om te bouwen voor civiel gebruik. De belangrijkste taak was de 7000cc-viercilinderzijklepmotor, die bijna 50 liter op 100 kilometer verbruikte, te vervangen door een zuiniger motor. Ze werden daarna verkocht onder de merknaam O.S.A. Liberty.
Halverwege de jaren twintig daalde de vraag naar deze vrachtauto's, en OSA-Liberty besloot om te schakelen naar de productie van motorfietsen. Op de show in Parijs van oktober 1927 werd het eerste model gepresenteerd. Dit was een 173cc-tweetakt met een dubbel wiegframe waarvan de dubbele bovenbuizen rechtstreeks van het balhoofd naar het achterwiel liepen.
Eind 1928 verscheen ook een 246cc-versie. Deze modellen werden verkocht als Model C3 met een topsnelheid van 80 km/uur en als Model CS3 met een topsnelheid van 90 km/uur. De eerste versies hadden nog een dummy belt rim brake in het voorwiel, maar vanaf 1929 werden voor en achter trommelremmen gemonteerd. In dat jaar verhuisde ook de ontstekingsmagneet van achter de cilinder naar de linkerkant. De machines waren degelijk gebouwd en de beide wielen waren snel uitneembaar. De machines werden aanvankelijk waarschijnlijk zonder verlichting of met carbidlampen geleverd, maar later kwam er een voorziening om een dynamo aan de voorkant van het blok te monteren zodat elektrische verlichting gebruikt kon worden.
Behalve deze tweetaktmotoren werden ook wel door Staub in licentie geproduceerde JAP-346- en 490cc-viertaktmotoren gebruikt.

## Afbeeldingen

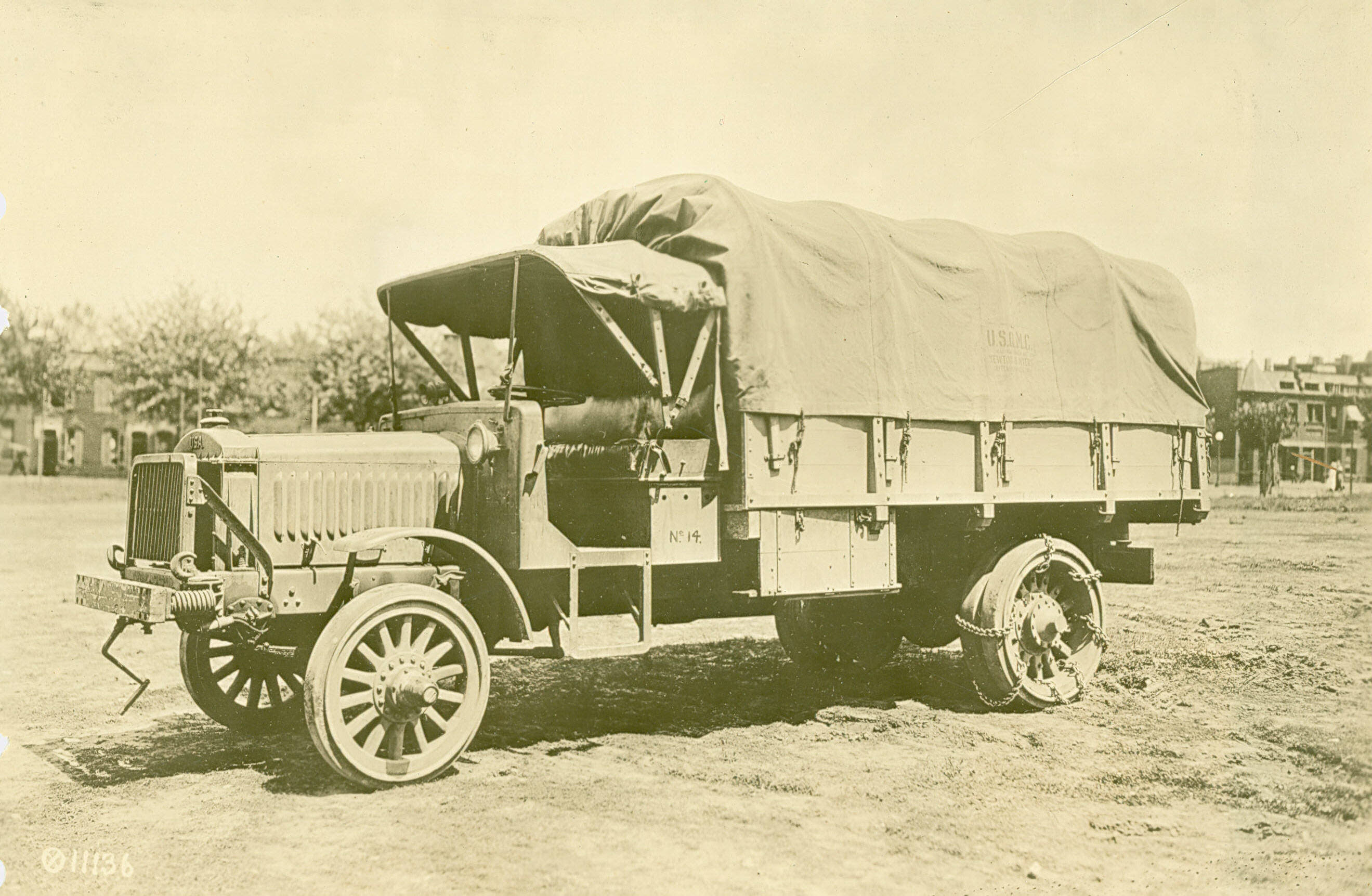
Liberty Truck uit 1918
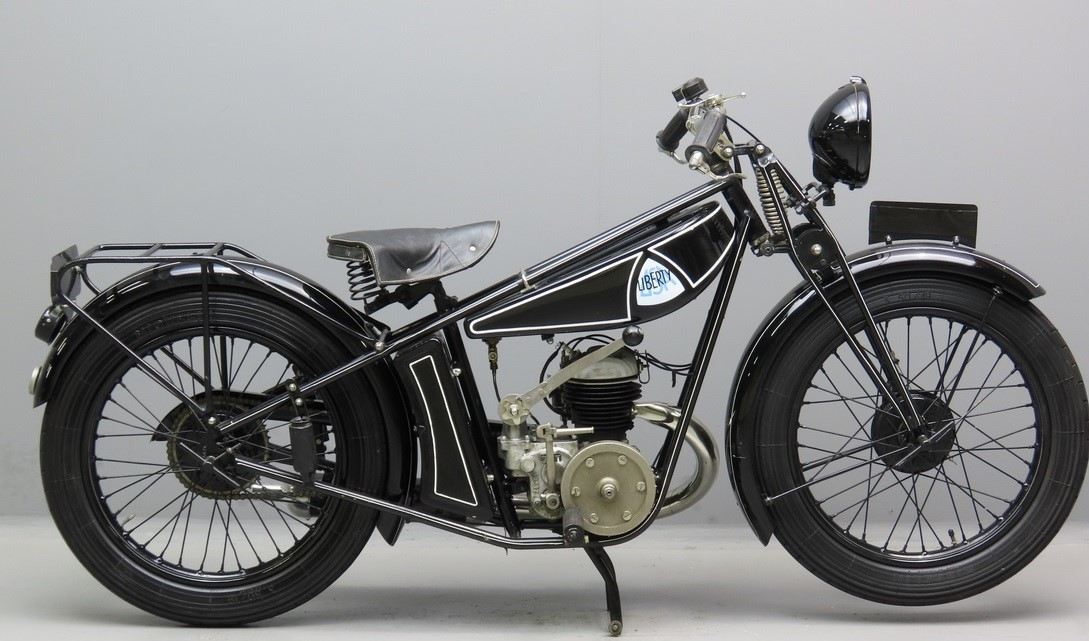
OSA-Liberty Model C3 uit 1930
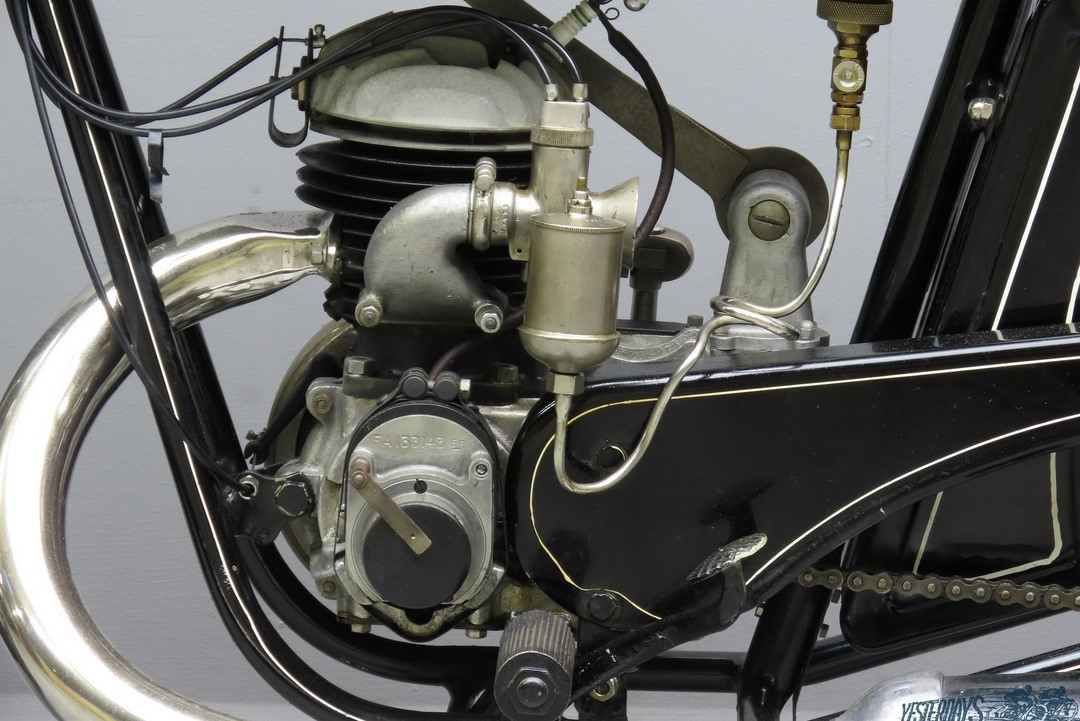
De linkerkant van het motorblok met de carburateur, het inlaatspruitstuk en de ontstekingsmagneet
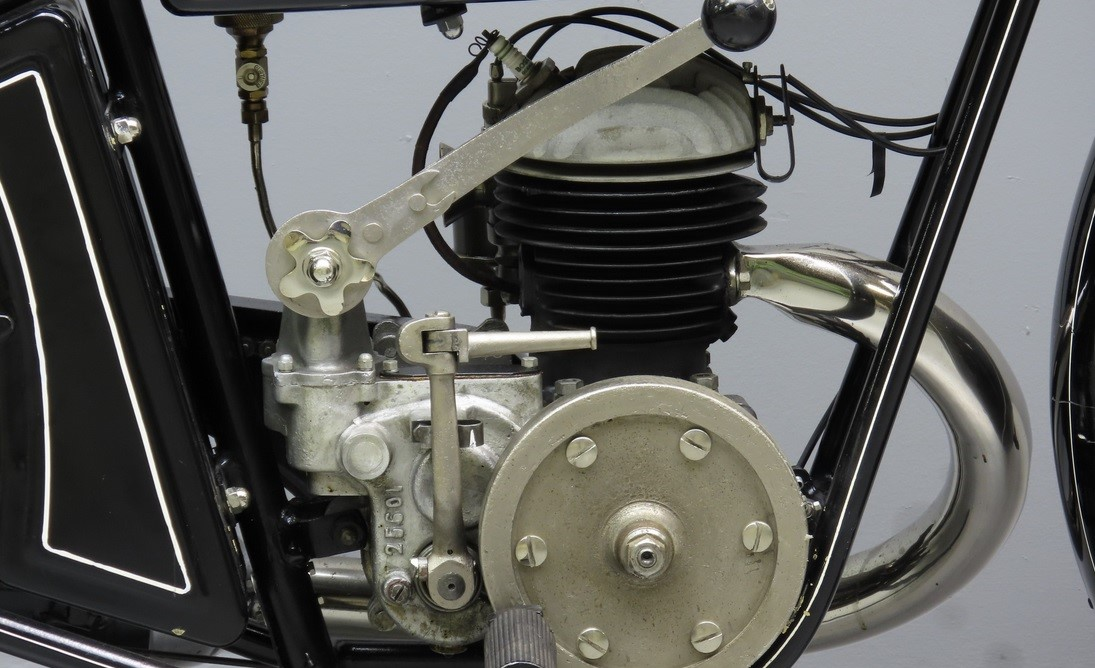
De rechterkant van het motorblok met het vliegwiel, de schakelhefboom en de versnellingsbak met kickstarter.